# ジメチルオキサミド
ジメチルオキサミドは、シュウ酸のジアミド上の窒素原子にそれぞれメチル基が1つずつ置換した構造を持つ有機化合物である。化学式 H3C−NH−CO−CO−NH−CH3 で表される。メチルアミンにシュウ酸エステルを作用させて合成する。
2 CH3NH2 + RO−CO−CO−OR → H3C−NH−CO−CO−NH−CH3 + 2 ROH